# Manabu Komatsubara
Manabu Komatsubara (小松原 学?, Komatsubara Manabu; Prefettura di Gunma, 2 aprile 1981) è un ex calciatore giapponese, di ruolo attaccante.